# Lago Moraine
O lago Moraine fica no Parque Nacional de Banff, no Canadá e é Patrimônio da Humanidade, listado pela Unesco em 1985. 
Situado nas montanhas Rochosas, na província de Alberta, Canadá, o lago Moraine possui apenas 0,5 km² de área. Como a paisagem envolvente é de grande beleza cénica, e as suas águas oscilam entre várias cores verde e azuis, é visitado por cerca de 4,5 milhões de pessoas anualmente, nas quatro estações do ano. No verão, a luz do dia se estende até às 23 horas. É alimentado por um glaciar. Existe uma pequena área demarcada, onde turistas e curiosos podem entrar no lago e ver a paisagem.